# Coded Arms: Contagion
Coded Arms: Contagion è un videogioco sviluppato da Creat Studios e distribuito da Konami e da Halifax in Italia per PlayStation Portable nel 2008. È il seguito del primo Coded Arms pubblicato nel 2005.

## Trama
La trama del videogioco ci permette di impersonare il Maggiore Jacob Grant dello United States Army. Egli è parte del progetto A.I.D.A. , mirato ad addestrare soldati tramite l'impiego di una realtà virtuale che simuli vere situazioni di combattimento. Durante un addestramento, però, il sistema viene attaccato da hacker che rischiano di farlo collassare totalmente. Spetterà al giocatore respingere l'intrusione telematica.

## Modalità di gioco
Il gioco si dipana su 13 diversi livelli, e di questi, 10 prevedono ciascuno 3 prove speciali con obbiettivi differenti. Il completamento di uno di questi stage speciali, valutati da E ad A, comporta l'ottenimento di punti per il potenziamento delle armi a propria disposizione e della propria armatura. Le armi sono di varia tipologia, e implementano modelli sia convenzionali che futuristici. Durante le partite sono presenti anche delle sezioni di hakeraggio di alcuni sistemi elettronici, che consistono nell'osservazione di due o più stringhe di numeri, all'interno delle quali uno solo di questi verrà proposto più di una volta. L'individuazione di tale numero ed garantirà il successo dell'intrusione informatica.
È inoltre presente una modalità multiplayer per otto giocatori collegati sia in modalità Ad-hoc che in infrastruttura. I deathmach si svolgono all'interno di 5 arene diverse.

## Accoglienza
La critica ha giudicato negativamente l'eccessiva ripetitività degli obbiettivi dei vari livelli, la caoticità della modalità multiplayer e inadeguatezza dell'intelligenza artificiale nemica. Apprezzati sono stati invece la longevità, il comparto sonoro e la grafica di gioco.